# Eigenfactor
Eigenfactor (podría traducirse como «factor propio» o en algunas publicaciones «factor intrínseco») , desarrollada por Jevin West y Carl Bergström en la Universidad de Washington , es una calificación de la importancia total de una revista científica. Las revistas se clasifican de acuerdo con el número de citas entrantes, con citas de revistas altamente clasificadas ponderadas para hacer una mayor contribución al eigenfactor que aquellas de revistas mal clasificadas. Como medida de importancia, la puntuación del factor propio se escala con el impacto total de una revista. En igualdad de condiciones, las revistas que generan un mayor impacto en el campo tienen puntajes de factor propio más altos.
Los puntajes de factor propio y los puntajes de influencia del artículo son calculados por eigenfactor.org , donde se pueden ver libremente. La puntuación de Eigenfactor pretende medir la importancia de una revista para la comunidad científica, considerando el origen de las citas entrantes, y se cree que refleja la frecuencia con la que un investigador promedio accedería al contenido de esa revista. Sin embargo, la puntuación del factor propio está influenciada por el tamaño de la revista, de modo que la puntuación se duplica cuando la revista duplica su tamaño (medido como el número de artículos publicados por año). La puntuación Article Influence mide la influencia promedio de los artículos en la revista y, por lo tanto, es comparable al factor de impacto tradicional .
Se cree que el enfoque del factor propio es más sólido que la métrica del factor de impacto, que solo cuenta las citas entrantes sin considerar la importancia de esas citas. Si bien la puntuación del factor propio se correlaciona con el recuento total de citas de las revistas médicas, estas métricas brindan información significativamente diferente. Para un número determinado de citas, las citas de revistas más significativas darán como resultado una puntuación de factor propio más alta.
Originalmente, las puntuaciones de los factores propios eran medidas de la importancia de una revista; se ha ampliado a nivel de autor. También se puede utilizar en combinación con el índice h para evaluar el trabajo de científicos individuales.
Existe una adaptación del Eingenfactor para métricas de citas  a nivel de autor.